# Kemy Agustien
Germaine Hesus „Kemy“ Agustien (* 20. August 1986 in Willemstad, Curaçao, Niederländische Antillen) ist ein niederländischer Fußballspieler. Von Sommer 2013 bis 2015 stand der Defensivspezialist beim Football-League-Championship-Teilnehmer Brighton & Hove Albion unter Vertrag.

## Karriere

### Verein
Agustien begann seine Profikarriere bei Willem II Tilburg in den Niederlanden. Ab 2004 gehörte er dort zum Profikader. Im Sommer 2006 unterzeichnete er einen Vertrag beim niederländischen Top-Klub AZ Alkmaar, welcher ihn für die Saison 2006/07 an Roda Kerkrade auslieh. In Kerkrade war er Stammspieler und konnte zwei Tore in 31 Spielen erzielen. Zur Folgesaison ging er zurück nach Alkmaar, wo er zumeist die Rolle des Ergänzungsspielers innehatte.
Zu Beginn der Saison 2008/09 wechselte Agustien auf Leihbasis in die zweite englische Liga zu Birmingham City. Eine Kaufoption zum Saisonende sieht vor, dass Birmingham City ihn anschließend für eine feste Ablösesumme von zwei Millionen Euro dauerhaft verpflichten kann. Diese Option zog der Verein jedoch nicht und Agustien ging nach Alkmaar zurück. Grund waren Verletzung, die der Spieler sich in der Rückrunde zuzog. Bis dahin kam er zu regelmäßigen Einsätzen bei den Engländer. Doch der Aufenthalt beim AZA blieb nur kurzweilig. Bereits am 14. August 2009 wurde bekannt, dass Ligakonkurrent RKC Waalwijk den Defensivallrounder leihen möchte. Dieser unterschrieb darauf einen Ein-Jahres-Vertrag auf Leihbasis. Vor seinen Abschied konnte Agustien mit dem Alkmaar noch den Gewinn des Johan-Cruyff-Schaal, dem niederländischen Supercup, feiern. Beim Finale am 25. Juli 2009 wurde er jedoch nicht eingesetzt. In Waalwijk entwickelte sich Agustien nach anfänglichen Kurzeinsätzen gut und kam zu regelmäßiger Spielbeteiligung. In insgesamt 19 Ligapartien wurde er vier Mal ein- und neun Mal ausgewechselt. Im Sommer 2010 löste sich der Defensivspieler endgültig von Alkmaar und unterzeichnete beim in der englischen Football League Championship spielenden walisischen Verein Swansea City einen Vertrag. Nach einer Leihe zu Crystal Palace nach London im Jahr 2011, wechselte Agustien im Jahr 2013 zu Brighton & Hove Albion, für den er zwei Jahre spielte.

### Nationalmannschaft
Agustien war U-21-Nationalspieler der Niederlande. Bei der FIFA U-20-Weltmeisterschaft 2005 nahm er teil und absolvierte zwei Spiele für die Elftal. 2009 wurde er in den Kader der U21 für das Turnier von Toulon berufen.

## Erfolge
- Johan-Cruyff-Schaal mit AZ Alkmaar: 2009 (ohne Einsatz)

## Trivia
- Neben der niederländischen Staatsangehörigkeit besitzt Agustien auch die von Curacao